# 1933 v letectví
Tento článek obsahuje seznam událostí souvisejících s letectvím, které proběhly roku 1933.

## Události

### Duben
- 4. dubna – vzducholoď amerického námořnictva USS Akron havarovala během bouře, 76 ze 79 členů posádky zahynulo

### Září
- 2. září – v závodě o Pohár Gordona Bennetta zvítězili Poláci Franciszek Hynek a Zbigniew Burzyński

### Říjen
- 10. října – Boeing 247 společnosti United Airlines je zničen bombou nad Chestertonem v Indianě. V prvním ověřeném případu civilní letecké sabotáže zahynulo všech 7 lidí na palubě.
- 15. října – je poprvé spuštěn motor Rolls-Royce Merlin
- 31. října – je založena letecká společnost Air France

## První lety
- Aero A-100
- Gribovskij G-10
- Grumman J2F Duck
- Heinkel He 72
- PWS-16
- Tupolev I-14

### Leden
- – Douglas XFD

### Únor
- 8. února – Boeing 247
- 10. února – Hawker Demon
- 19. února – Vultee V-1

### Duben
- 10. dubna – Airspeed Courier G-ABXN
- 21. dubna – USS Macon
- 24. dubna – Grumman JF Duck

### Květen
- PZL P.24
- 27. května – de Havilland Leopard Moth

### Červen
- – Supermarine Walrus

### Červenec
- Bloch MB.200
- Curtiss XF12C
- 1. července – Douglas DC-1
- 3. července – Tupolev TB-4
- 19. července – Letov Š-328

### Srpen
- Short Scion
- 21. srpna – Kalinin K-7
- 24. srpna – Blackburn Shark

### Říjen
- 11. října – Blackburn Perth
- 18. října – Grumman F2F

### Prosinec
- 30. prosince – Polikarpov I-16